# Jenkinshelea papuae
Jenkinshelea papuae är en tvåvingeart som beskrevs av Tokunaga 1966. Jenkinshelea papuae ingår i släktet Jenkinshelea och familjen svidknott. Inga underarter finns listade i Catalogue of Life.